# Згорня Бачкова
Згорня Бачкова (словен. Zgornja Bačkova) — поселення в общині Света Ана, Подравський регіон‎, Словенія.